# Список українських колядок і щедрівок

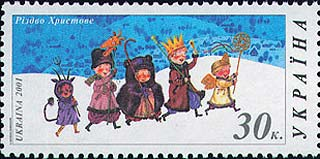
Коляднички. Українська поштова марка, 2001

Колядки і щедрівки — величальні обрядові співи, які традиційно виконуються на зимові свята від Різдва до Водохреща.
Перелік колядок і щедрівок містить найяскравіші пісні різдвяно-новорічного циклу, зокрема твір Миколи Леонтовича «Щедрик», найпопулярніші колядки «Добрий вечір тобі, пане господарю», «Небо і земля нині торжествують», «Нова радість стала», «Бог предвічний народився», найпомітніші зразки автентичного виконання «В неділю рано», «Ой, як же було ізпрежди віка», «Ой, там під горею церковка стоїть», «Та вой д' цему дому та і д' веселому» і найкращі авторські колядки Остапа Нижанківського «Бог ся рождає» і «Во Вифлеємі нині новина», Богдана-Ігоря Антонича «Народився Бог на санях», Ганни Гаврилець «Ой, питалася княжа корона» тощо.
До списку також внесені різдвяні богослужбові співи (тропар, кондак, стихира), вертепні канти, новорічні (маланкові), йорданські пісні й віншівки (речитативні вітальні формули).
Водночас іноземні різдвяні гімни і новорічні пісні (у тому числі «Тиха ніч») винесені в окремий перелік.

## Українські пісні різдвяно-новорічного циклу
| Зовнішні відеофайли | Зовнішні відеофайли                                |
| ------------------- | -------------------------------------------------- |
|                     | «Хорея Козацька». «Новая радость світу ся з’явила» |

| Зовнішні відеофайли | Зовнішні відеофайли                   |
| ------------------- | ------------------------------------- |
|                     | «Хорея Козацька». «Нуте-нуте, браття» |

| Зовнішні відеофайли | Зовнішні відеофайли                              |
| ------------------- | ------------------------------------------------ |
|                     | «Хорея Козацька». «Предвічний родився пред літи» |

| Зовнішні відеофайли | Зовнішні відеофайли |
| ------------------- | ------------------- |
|                     | «Ай, дай, Боже»     |